# Jan Harnek
Jan Harnek (3. června 1861 Gogołów – 13. února 1914 tamtéž) byl rakouský politik polské národnosti z Haliče, na počátku 20. století poslanec Říšské rady.

## Biografie
Byl jediným synem. Rodiče Andrzej a Maria měli malé zemědělské hospodářství. Ve věku čtrnácti let byl přijat na osmitřídní gymnázium v Jaśle. Měl se stát knězem, ale po dokončení čtyř tříd gymnázia odešel ze studií a usadil se v rodné obci. Obchodoval s židovskými kupci z okolí. V roce 1885 se oženil. Převzal hospodářství po otci. Měl talent na matematiku. Pomáhal při vyměřování pozemků. Ve věku třiceti let byl ustanoven obecním písařem, později se stal starostou a členem okresní rady v Jaśle. V této době byl stoupencem národovce a kněze Stanisława Stojałowského.
V době svého působení v parlamentu je profesně uváděn jako zemědělec v Gogołówě. Byl starostou obce.
Působil také coby poslanec Říšské rady (celostátního parlamentu Předlitavska), kam usedl ve volbách do Říšské rady roku 1907, konaných poprvé podle všeobecného a rovného volebního práva. Byl zvolen za obvod Halič 50.
Uvádí se jako člen Polské lidové strany (Polskie Stronnictwo Ludowe). Ve straně působil od jejího vzniku roku 1895. V letech 1903–1913 byl i členem předsednictva Polské lidové strany. Psal články do listu Przyjaciel Ludu. Po volbách roku 1907 byl na Říšské radě členem poslaneckého Polského klubu.
V závěru života prodělal operaci a trpěl zdravotními obtížemi.